# Dominykas
Dominykas ist ein männlicher Vorname. 

## Herkunft und Bedeutung
Beim Namen Dominykas handelt es sich um eine litauische Variante des lateinischen Namens Dominicus.
Das Diminutiv des Namens lautet Domas. 

## Verbreitung
Dominykas ist in erster Linie in Litauen verbreitet. Dort ist der Name sehr beliebt und zählt seit 2003 zu den 10 meistvergebenen Jungennamen (Stand 2021).

## Namensträger
- Dominykas Galkevičius (* 1986), Fußballspieler